# Tân Quang, Văn Lâm
Tân Quang là một xã thuộc huyện Văn Lâm, tỉnh Hưng Yên, Việt Nam.

## Địa lý
Xã Tân Quang nằm ở phía tây huyện Văn Lâm, có vị trí địa lý:
- Phía đông giáp xã Đình Dù và xã Trưng Trắc
- Phía tây giáp thành phố Hà Nội và huyện Văn Giang
- Phía nam giáp huyện Văn Giang
- Phía bắc giáp thành phố Hà Nội và thị trấn Như Quỳnh.

Xã Tân Quang có diện tích 6,02 km², dân số năm 2019 là 13.309 người, mật độ dân số đạt 2.210 người/km².
Địa giới phần lớn nằm về phía bờ bắc của sông Bắc Hưng Hải. Chỉ có thôn Cự Dũng (làng Rổ) nằm về phía nam con sông này và đây cũng là thôn duy nhất của huyện Văn Lâm nằm về phía nam con sông thủy lợi này.

## Hành chính
Xã Tân Quang có 10 tổ dân phố, thôn được chia thành 8 thôn Cự Dũng (làng Rổ), Bình Lương, Ngọc Đà (làng Đìa), Thọ Khang, Nghĩa Trai, Ngọc Loan (làng Son), Tăng Bảo (làng Gạo), Chí Trung và 2 khu phố Dầu, khu Địa Chất (Tài Chính).

## Lịch sử
Trước đây, Tân Quang là một xã thuộc huyện Mỹ Văn.
Ngày 24 tháng 7 năm 1999, Chính phủ ban hành Nghị định 60/1999/NĐ-CP về việc chia huyện Mỹ Văn thành 3 huyện: Mỹ Hào, Văn Lâm và Yên Mỹ. Xã Tân Quang trực thuộc huyện Văn Lâm.
Ngày 31 tháng 7 năm 2020, Bộ Xây dựng ban hành Quyết định 1005/QĐ-BXD công nhận khu vực phát triển đô thị trung tâm huyện Văn Lâm (gồm thị trấn Như Quỳnh và 5 xã: Đình Dù, Lạc Đạo, Lạc Hồng, Tân Quang, Trưng Trắc) được công nhận là đô thị loại IV.

## Kinh tế
Xã Tân Quang có khu công nghiệp Tân Quang. Ngoài ra xã cũng phát triển mạnh ở lĩnh vực như thương mại, tiểu thủ công nghiệp, nghề phụ của địa phương. Các nghề như: trồng hoa (Ngọc Đà), trước đây thôn Ngọc Loan có nghề may da, làm nem chua bóng bì (Bình Lương), thương mại dịch vụ (Phố Dầu), dịch vụ theo dân số cơ học (Chí Trung, phố Dầu, Tài chính, Địa chất, Ngọc Đà, Ngọc Loan, Đình Loan,...). Trong xã đa dạng về các dịch vụ phục vụ dân sinh với một số lượng không nhỏ dân số cơ học.

## Văn hóa
Chùa Ông hay còn gọi là Bản Tịch Tự thờ Phật và thiền sư Từ Đạo Hạnh được xây dựng từ đầu thế kỷ XII (cách đây gần 1000 năm). Di tích được Bộ Văn hóa Thể thao và Du lịch xếp hạng cấp quốc gia.

## Giao thông
Xã có tuyến đường 5 cũ nay là tỉnh lộ 385 và tuyến đường sắt Hà Nội - Hải Phòng là ranh giới với thị trấn Như Quỳnh.
Hệ thống xe buýt: HY01, 69 (xã có hơn 60m tỉnh lộ 179 đoạn trường lái xe).